# قناة الثورة
قناة الثورة قناة فضائية مصرية، خرجت من رحم ثورة 25 يناير وبعد انقلاب السيسي كبديلة لقناة رابعة، تبث على الأقمار النايلسات و‌هوت بيرد. وضد حكم عبد الفتاح السيسي لمصر وضد قيادة انقلاب 2013 في مصر. وتبث من تركيا.

## أنظر أيضًا
- قناة مكملين
- قناة مصر 25
- قناة درر